# Chorinaeus scrobipalpae
Chorinaeus scrobipalpae är en stekelart som beskrevs av Aeschlimann 1983. Chorinaeus scrobipalpae ingår i släktet Chorinaeus och familjen brokparasitsteklar. Inga underarter finns listade i Catalogue of Life.